# Kormisoš
Kormisoš byl bulharský chán z rodu Ukil panující zhruba v letech 753–756. Protože v této době panoval mezi první bulharskou říší, které vládl, a jeho východním sousedem Byzancí mír, nemáme o období jeho panování dostatek informací.